# Before the Dead
Before the Dead é um álbum de Jerry Garcia. É uma compilação de gravações iniciais de Garcia tocando música tradicional e bluegrass com vários outros músicos. As gravações foram feitas de 1961 a 1964, antes de Garcia co-fundar a banda de rock Grateful Dead. Produzido como um conjunto de quatro CDs e também como um conjunto de cinco LPs, foi lançado em 11 de maio de 2018.

## Gravação
No início dos anos 1960, o renascimento da música tradicional americana estava em pleno andamento, e a área da baía de São Francisco estava em seu auge do período tradicional. Em 1961, depois de sair do Exército, Jerry Garcia começou a tocar a música popular e outras canções antigas. Garcia cantava e tocava violão como membro de vários grupos e bandas. Nos anos seguintes, Garcia também se interessou pela música bluegrass e aprendeu a tocar banjo. À medida que suas habilidades musicais evoluíam, ele continuou a tocar em diferentes bandas com músicos com tendências semelhantes. Várias dessas performances foram gravadas em tape deck de rolo. Em 1965, Garcia co-fundou a banda de rock Grateful Dead.
Before the Dead inclui performances de vários músicos que também colaboraram com Garcia nos últimos anos. Robert Hunter escreveu a letra de muitas músicas da Grateful Dead; David Nelson era membro do New Riders of the Purple Sage; e Nelson e Sandy Rothman eram membros da Jerry Garcia Acoustic Band.

## Produção
Before the Dead foi produzido por Dennis McNally, autor e ex-publicitário da Grateful Dead, e Brian Miksis, documentarista e engenheiro de áudio. Os dois trabalharam juntos para localizar algumas das gravações originais dos anos de formação de Jerry Garcia como músico. Eles também montaram muitos novos ensaios curtos sobre as músicas e a cena tradicional do início dos anos 60 na área da baía, junto com fotografias da época.
A performance de 1962 do Hart Valley Drifters, no estúdio da estação de rádio da Universidade Stanford, KZSU, foi lançada anteriormente como o álbum Folk Time.

## Recepção critica
Na Rolling Stone, David Browne escreveu: "Garcia passou vários anos imerso em bluegrass e folk, tocando em uma sucessão de bandas de áreas de Palo Alto com nomes estranhos como os Sleepy Hollow Hog Stompers. Até o momento, apenas uma pequena parte das gravações que ele fez com eles foi lançada, tornando o multi-disco Before the Dead o mais profundo — e mais educativo — ainda na vida musical pré-Dead de Garcia. Até sua morte, Garcia revisitava periodicamente suas raízes de bluegrass, desde o maravilhoso, mas de curta duração Old & In the Way, até os álbuns que ele fez com David Grisman. Mas Before the Dead revela, com mais detalhes do que nunca, quando e como esse apetite começou e por que números como "Deep Elem Blues" e "Rosa Lee McFall", ambos ouvidos aqui, entraram no repertório da Grateful Dead".